# HD188041
HD188041 — хімічно пекулярна зоря спектрального класу
A6 й має  видиму зоряну величину в смузі V приблизно  5,6.
Вона  розташована на відстані близько 276,6 світлових років від Сонця.

## Фізичні характеристики
Зоря HD188041 обертається 
порівняно повільно 
навколо своєї осі. Проєкція її екваторіальної швидкості на промінь зору становить  Vsin(i)= 49км/сек.

## Пекулярний хімічний склад
Зоряна атмосфера HD188041 має підвищений вміст 
Cr
.

## Магнітне поле
Спектр даної зорі вказує на наявність магнітного поля у її зоряній атмосфері.
Напруженість повздовжної компоненти поля оціненої з аналізу
крил ліній Бальмера
становить 2225,5± 401,0 Гаус.